# Kathedrale von Chalon-sur-Saône

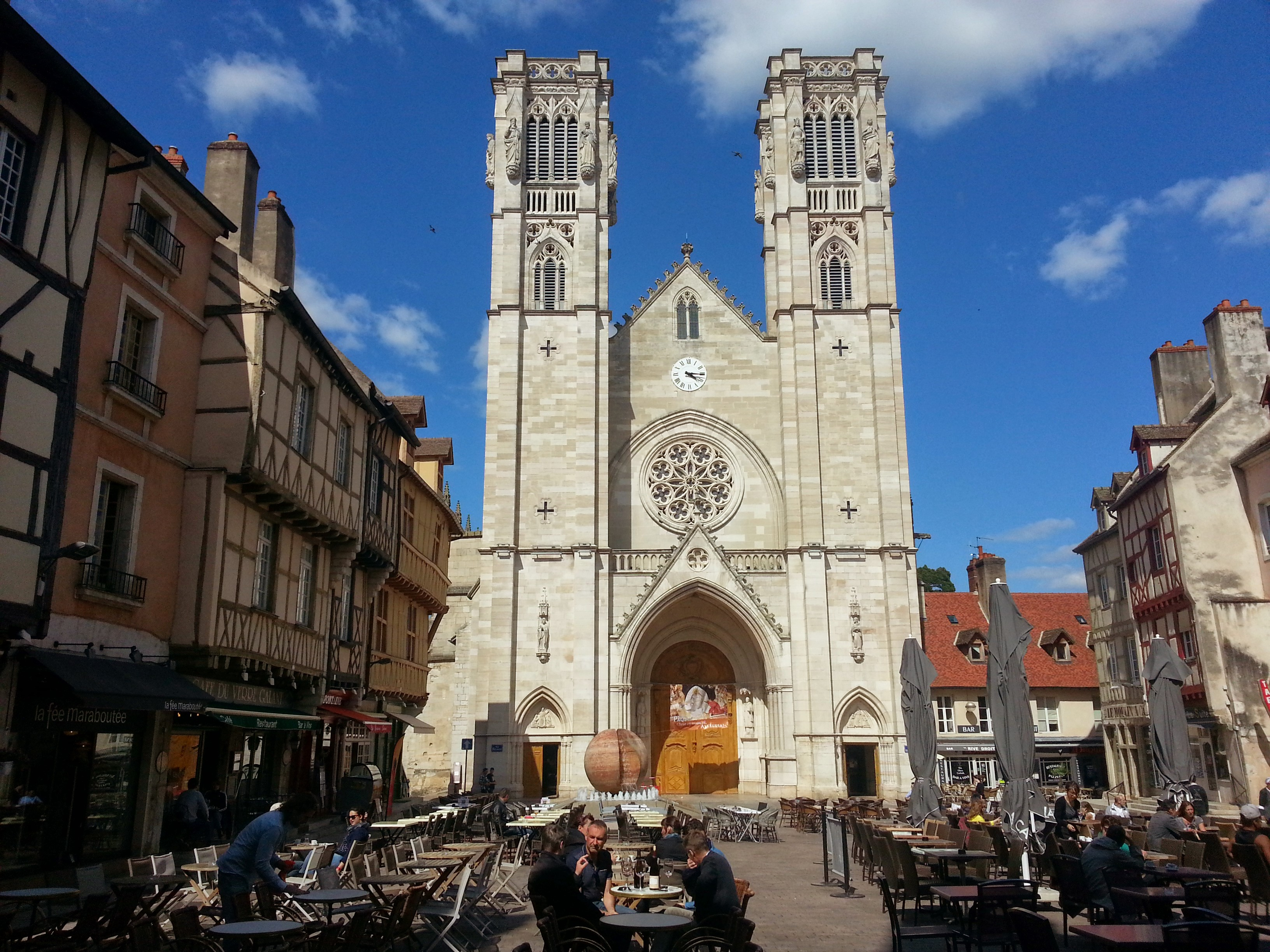
Ehemalige Kathedrale von Chalon-sur-Saône

Die unter dem Patrozinium des hl. Vinzenz stehende ehemalige Kathedrale von Chalon-sur-Saône war der Sitz des von der Spätantike bis zur Französischen Revolution existierenden Bistums Chalon. Das Bistum wurde im Jahr 1801 durch das zwischen Napoleon Bonaparte und dem Heiligen Stuhl in Rom geschlossene Konkordat aufgelöst. Der Kirchenbau ist seit dem Jahr 1846 bzw. 1903 als Monument historique anerkannt.

## Geschichte

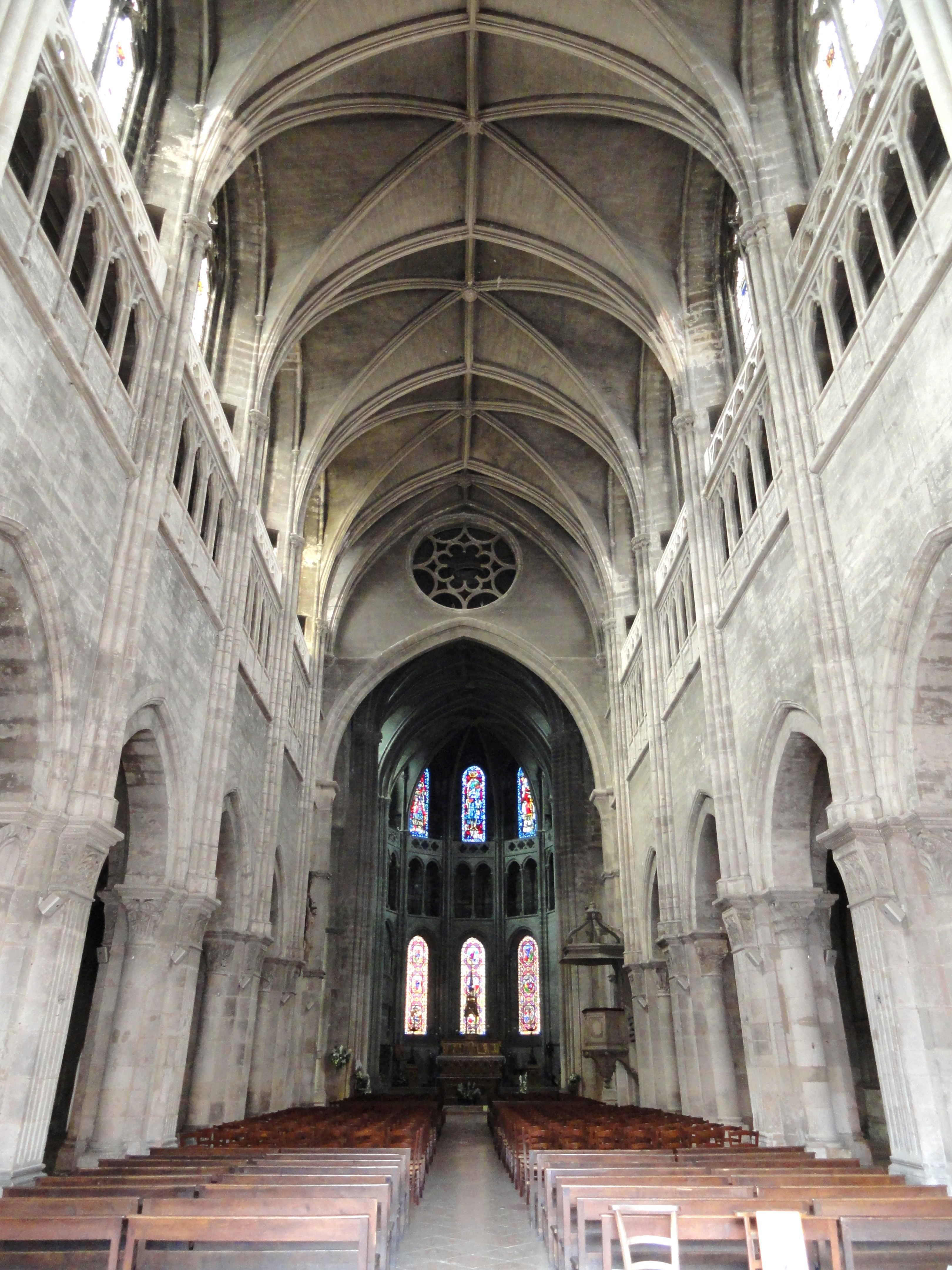
Langhaus und Chor

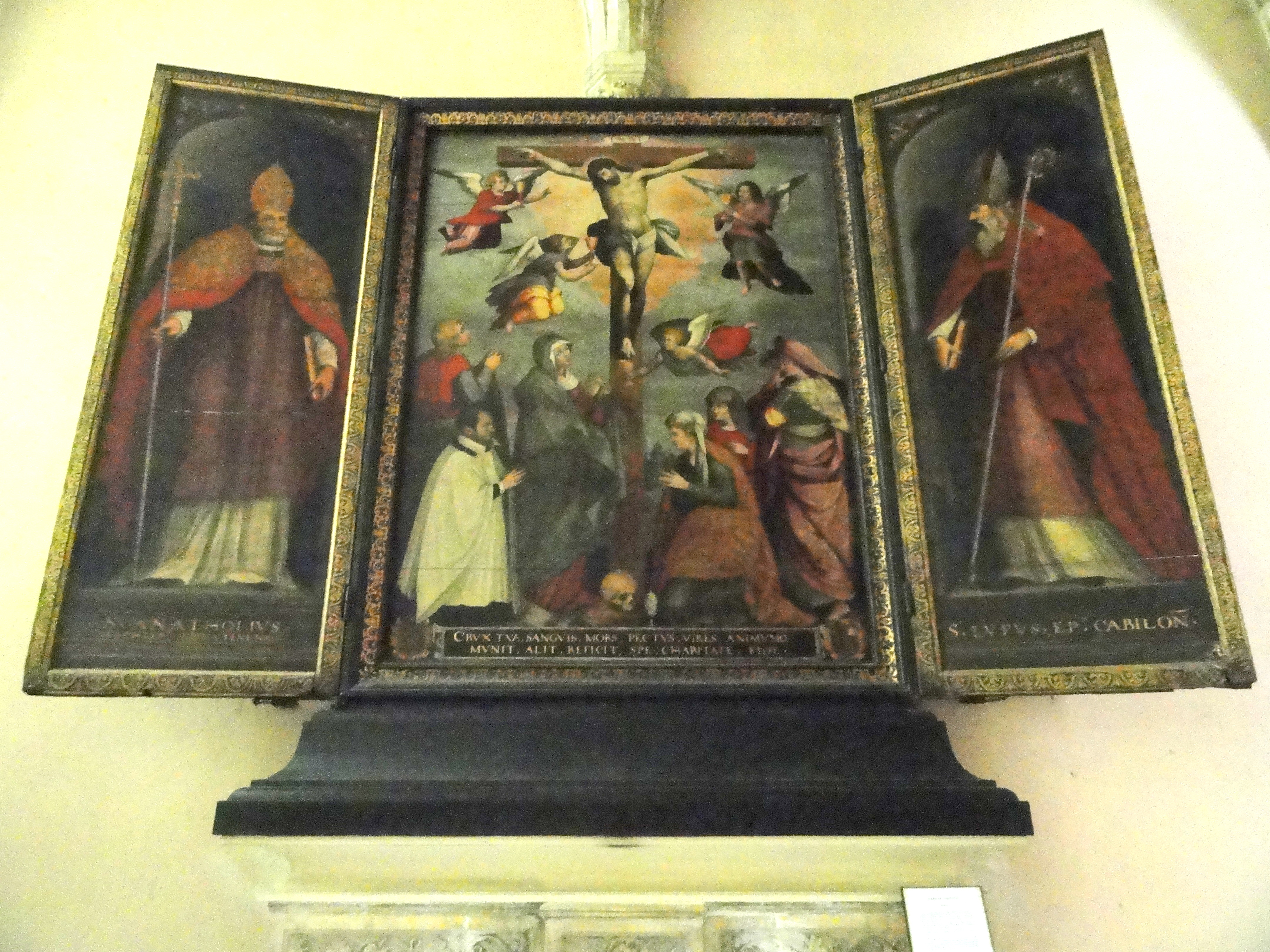
Kreuzigungstriptychon

Eine erste Kirche wurde im 4. Jahrhundert an der Stelle eines gallorömischen Tempels errichtet; diese wurde im 6. Jahrhundert von Bischof Agricola († um 580) vergrößert. Die gesamte Kirche fiel um 800 angeblich einem Angriff sarazenischer Piraten zum Opfer, wurde aber im Auftrag Karls des Großen wieder neu gebaut. Um das Jahr 1090 entschloss man sich zum Bau einer romanischen Kirche, deren Baufortschritt noch bis zum ausgehenden 12. Jahrhundert andauerte. Um das Jahr 1220 begann man mit der Fortführung des Baus im Stil der Gotik, doch dauerte diese Bauphase bis zum Jahr 1522, als der Kreuzgang (cloître) und die Seitenkapellen fertiggestellt waren. Die neogotische Fassade entstand erst in den Jahren 1822 bis 1844, da die ältere romanische Zweiturmfassade einsturzgefährdet war.

## Architektur
Die beiden auf quadratischem Grundriss errichteten Türme der Kathedrale erreichen Höhen von ca. 42 m. Das dreischiffige und basilikal aufgebaute Innere des mit klassischem dreigeschossigem Wandaufriss errichteten Kirchenbaus hat eine Länge von knapp 63 m bei einer Breite von maximal 22,50 m. Die Kirche verfügt über ein Querschiff (transept) und eine Vierung; die Seitenschiffe des Langhauses führen nicht in einen Chorumgang, sondern enden am Querhaus, an welches drei Apsiden anschließen.

## Ausstattung
Besonders hervorzuheben sind mehrere erhaltene romanische Figurenkapitelle, die teilweise auf kannelierten Pilastern aufruhen. Freskenreste finden sich an mehreren Stellen, u. a. in der Nordapsis. Ein großer Schatz der Kirche ist ein Kreuzigungstriptychon aus der Zeit um 1500, dessen Seitenflügel zwei als heilig verehrte Bischöfe zeigen.

## Kreuzgang
Der dem Gebet der Kanoniker vorbehaltene Kreuzgang aus dem frühen 16. Jahrhundert ist insgesamt eher schmucklos.